# Smalle citroenkorst
De smalle citroenkorst (Xanthocarpia crenulatella) is een korstmos behorend tot de familie Teloschistaceae. Hij leeft op steen in symbiose met de alg Pseudotrebouxia. Hij komt voor op kalkhoudende rotsen.

## Kenmerken
Het thallus is crustose en ingezonken. De apothecia meten 0,3 tot 0,8 mm in diameter. 
Het epihymenium is goudkleurig. Het hymenium is hyaliene en heeft een hoogte van (60-)70-85(-90) µm. De asci zijn 8-sporig en cilindrisch. De ascosporen zijn hyaliene en meten (14)15,5-18(-19,5) × 5,5-7(-8,5) µm.
Hij heeft de volgende kenmerkende kleurreacties: K+ (rood) en C-.

## Verspreiding
De smalle citroenkorst komt voor in Europa en Noord-Amerika. In Nederland komt hij zeldzaam voor. Hij staat niet op de rode lijst en is niet bedreigd.